# Supercuccioli a caccia di tesori
Supercuccioli a caccia di tesori (Treasure Buddies) è un film del 2012, diretto da Robert Vince, prodotto da Anna McRoberts ed è il dodicesimo film della serie Air Bud.

## Trama
Questa volta i cinque cuccioli partono in Egitto alla ricerca del collare di Cleogattra e saranno aiutati dalla scimmietta ladruncola Babi e dalla cammellina Cammy; però questa avventura comporterà molte insidie, tra cui trappole ed enigmi. E non permetteranno che la gatta Ubasti si impadronisca del magico tesoro.